# Odeceixe
Odeceixe és una freguesia portuguesa del municipi d'Aljezur, al districte de Faro, amb 41,91 km² d'àrea i 961 habitants (al cens del 2011). La densitat de població n'és de 22,9 hab/km², per això és classificada com una Àrea de Baixa Densitat (ordenança 1467-A/2001).

## Història
Entre 8000 i 5000 ae, la franja costanera al sud de l'estuari del riu Mira era habitada per un poble de naturalesa nòmada, identificat com a <i>cultura mirense</i>. El poble d'Odeceixe podria ser d'origen medieval, estant llavors integrat en els territoris de l'Orde de Sant Jaume. El 1578, el rei Sebastià romangué a Odeceixe durant tres dies.(3) El llogaret fou devastat pel sisme de 1755. En 12 de juliol del 2001 ascendí a la categoria de vila.(3)

## Descripció

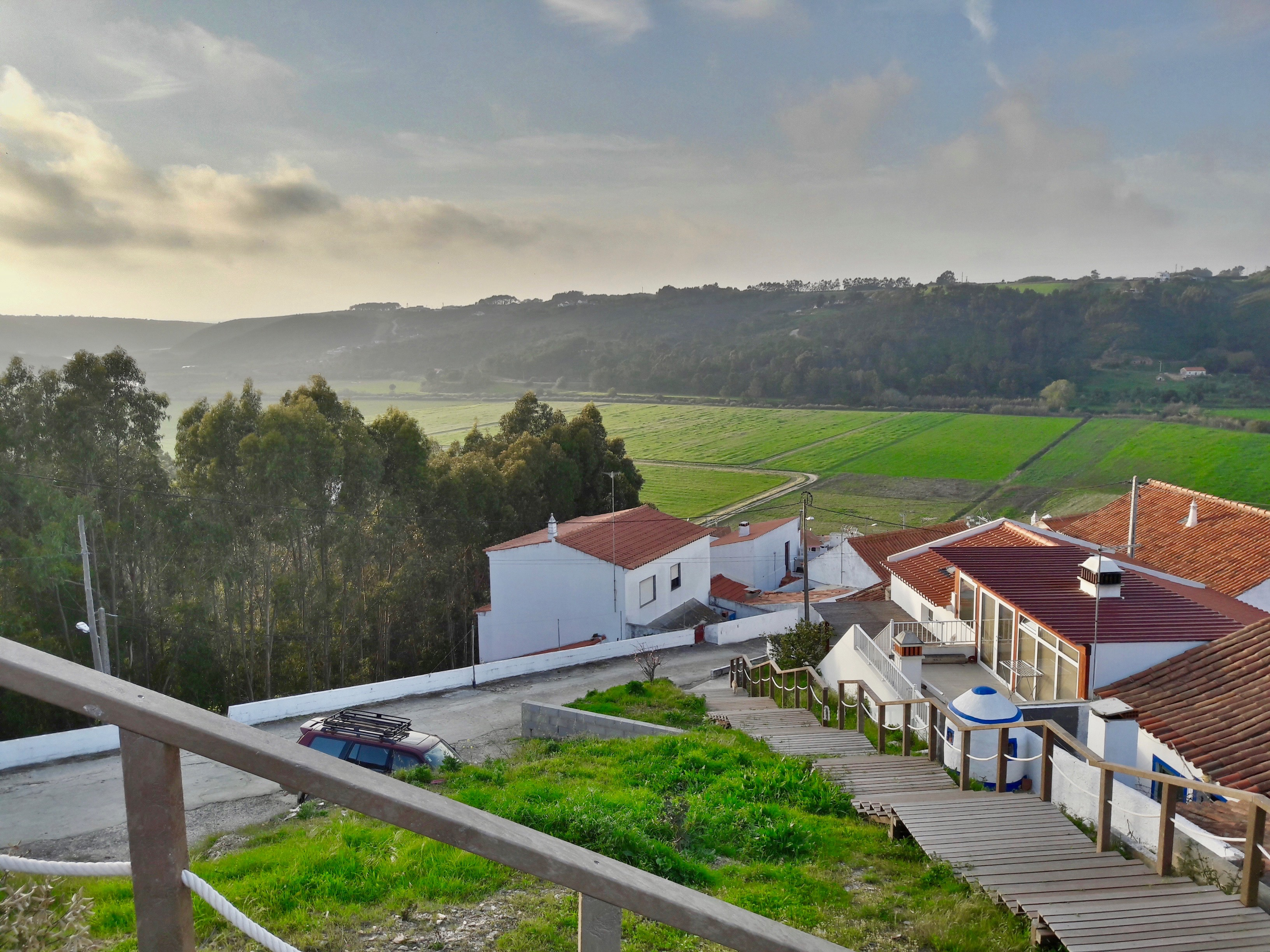
Odeceixe al capvespre

El punt central de la freguesia és la vila d'Odeceixe, a l'Algarve, que se situa al llarg d'un pujol, vora la ribeira de Seixe. Els carrers en són prou estrets, i les cases pintades de calç. Es troba junt a la frontera del municipi d'Odemira, al Baixo Alentejo.(2)
És la primera vila costanera de l'Algarve.

### Població
Aquesta freguesia tenia, segons un cens realitzat al 2001, 927 habitants, tot i que n'hi ha una elevada variació estacional, a causa del nombre de visitants, especialment en l'època balneària.(2)

### Economia
La principal activitat econòmica és l'agricultura, practicada sobretot a les marjals de la ribeira de Seixe; els conreus principals són el moniato, la dacsa i el cacauet. Una altra activitat de muntanya és la pesca costanera, amb captures d'orades, llobarros, i diverses espècies de marisc. L'artesania es basa principalment en el cuir i la randa.

### Cultura i patrimoni
Entre els elements patrimonials i culturals n'hi ha vestigis arqueològics del poble mirense, l'església Parroquial d'Odeceixe, el Molí de Vent, i el Museu Celler d'Odeceixe.
En patrimoni natural, la freguesia forma part del Parc Natural del Sud-oest Alentejà i Costa Vicentina, que enclou una gran riquesa de paisatge, fauna i flora, tant a la costa com a l'interior.(6)